# Marian Snoch
Marian Snoch (ur. 5 kwietnia 1942 w Piotrkowcu) – polski lekkoatleta, długodystansowiec (maratończyk).
Zawodnik Stali Mielec.
W 1970 zdobył brązowy medal mistrzostw Polski w maratonie. Był także finalistą mistrzostw kraju w biegach na 5000 i 10 000 metrów.

## Rekordy życiowe
- Bieg maratoński – 2:27:41,4 (1970)[2]